# 극장판 헬로 카봇: 백악기 시대
《극장판 헬로 카봇: 백악기 시대》(중국어: 咖寶車神 巨獸時代)는 헬로 카봇 시리즈의 첫번째 극장판이다.

## 개요
2018년 8월 1일 헬로카봇 첫번째 극장판으로 개봉되었다. 배급사는 넥스트엔터테인먼트월드.

## 공룡 카봇
공룡파크의 VR 영상 속에서 진짜 공룡이 나타났다?! 이유를 알아보기 위해 백악기 시대로 시간 이동을 한 차탄! 그곳에서 새로운 비밀친구 공룡카봇을 만나게 되고, 엄청난 에너지를 가진 응가암을 둘러싼 소동이 펼쳐지는데! 차탄과 공룡카봇들이 펼치는 백악기 시대의 놀라운 모험속으로!

## 등장인물
- 짱짱
- 빠빠

## 등장 카봇
- 티라클레스
- 트리톤
- 테고
- 테라제트

## 목소리 출연
- 양정화: 짱짱
- 김용준: 빠빠
- 방성준: 티라클레스
- 민응식: 트리톤
- 위훈: 테고
- 여윤미: 테라제트

## 스태프
오프닝 크레딧
- 제공: 카봇1문화산업전문회사
- 배급: NEXT ENTERTAINMENT WORLD/NEW
- 제작: CHOIROCK CONTENTS FACTORY
- 공동제작: STUDIO INVICTUS
- 공동투자/제공: (주)초이락컨텐츠팩토리, (주)스튜디오인빅투스, KBS한류투자파트너스, KDB산업은행
- 제작총괄: 최종일
- 총감독: 최신규
- 감독: 김진철
- 시나리오: 조정희
- 구성: 최신규, 김진철, 조정희, 안예림
- 제작 프로듀서: 이홍주, 윤유병

엔딩 크레딧
- 제작총괄: 최종일
- 총감독: 최신규
- 감독: 김진철
- 시나리오: 조정희
- 구성: 최신규, 김진철, 조정희, 안예림
- 제작프로듀서: 이홍주, 윤유병
- 제공: 카봇1문화산업전문회사 (김경원, 최종일, 이동욱, 원순재)
- 제작: (주)초이락컨텐츠팩토리
- 공동제작: ㈜스튜디오인빅투스
- 공동투자/제공: (주)초이락컨텐츠팩토리, (주)스튜디오인빅투스 (김경원, 진영아, 원순재, 윤세열, 정재훈, 이은경), KBS한류투자파트너스, KDB산업은행 (이종철, 김두만, 김현구, 이승용, 박동현)
- 라인프로듀서: 류도열, 이대화, 김종현
- 제작관리: 이지영, Yuri
- 아트디렉터: 김정훈
- 캐릭터/배경디자인: 정승준, 김세민, 김현우
- 스토리보드: 최지원, 이의국, 안상욱
- 모델링/맵핑 팀장: 장용환
- 모델링/맵핑: 장용훈, 장서윤, 김지나, 안지훈, 노윤경, 홍성은, Haw, Dylan, Elven, Kan Lun
- 리깅: 이상현, Eezee, Norman, Mark
- 애니메이션 팀장: 이슬기, 김동준, 김치관
- 애니메이션: 김민지, 박소희, 정보영, 채수정, 최정은, 방미희, 홍준호, 정종현, 노현석, 이유리, 이루리, 오경표, 정혜원, 문희원, 이다솔, Aping, Yuen Mun, Nos, Koori, Cheau Shin, Jhui, Chan Wei, Sun Sun, Naoki, Waddy, Yong, Willy, Andros, Kar Soon, Alex, Yen yong, Hakim, Sahrin, Bear, Sean, Jason, Kai En, Thomas, Gilliam, Thung Yan, Angie, Raja, Kenneth, Natasha, Mei Zi, Jian Yong
- 영상편집: 김진철
- 슈퍼 바이져: 임경훈
- 이펙트/합성/렌더링 팀장: 정승원, 김대진, 이정균
- 이펙트/합성/렌더링: 이현재, 김대훈, 채송연, 문정아, 김지원, 남태희, 전한나, 조소희, 박민진, 구요한, 김형철, 정재환, 이효진, 임수빈, 김종찬, 정주원, 이현정, 김민지, Yew Chuan, Timothy, Alan, Luffy, KL, Hafiz, Ahmad
- 협력 업체: ㈜도파라 (이희승, 윤효상, 이성국, 김유란, 권은진, 박지혁, 김동연, 김진우, 최다솜, 한아름), Enspire Studio (Christian, Andre, Michelle), Ariyanto, (Ribfan, Reno, Denden, Irvan, Jordi, Edie, Charles, Iqbal, Ivan)
- 녹음: 레전드사운드
- 녹음연출: 이영빈
- 음악감독: 양광섭, 조성수, 김나영
- 사운드디자인: 위홍, 지준석, 김규만
- 다이얼로그: 이진환, 김윤경
- 믹싱: 장철호
- 제작도움: ㈜이엠텍아이엔씨, ㈜도파라, Enspire Studio, 최경한
- [배급]: NEW
  - 국내 배급 책임: 박준경
  - 국내 배급 기획: 전용욱
  - 국내 배급 진행: 위주경, 류상헌, 김우근, 김민선, 명수빈
- [콘텐츠유통]: ㈜콘텐츠판다
  - 콘텐츠유통 책임: 김재민
  - 콘텐츠유통 기획: 김태원, 이정하
  - 콘텐츠유통 진행: 김다한, 김무연, 정현목, 김나현, 정지선, 이수아
- [마케팅]
  - 마케팅 책임: 한향원
  - 마케팅: 원순재, 이동욱, 이현우, 강은희, 정병욱
  - 홍보디자인: 최용훈, 성승민
  - 해외세일즈: ㈜스튜디오인빅투스 (성지열, 조아라, 송지연, 이범석, 장우경)
  - 마케팅홍보: 이노기획 (최원영, 김도희, 최유리, 황다겸, 김도희)
  - 온라인마케팅: 아이스크림 (최종범, 김수정, 정유진, 김미혜, 조재형, 유경, 정유경)
  - 온라인광고디자인: 아이스크림 (김보경, 유단비)
  - 예고편 제작: 스튜디오더블유바바㈜
  - 광고대행: 즐거운인생열시십분사십초 (김태준, 김원석, 박진선, 신동우)
  - 인쇄: (주)다보아이앤씨
  - 배송: 토탈무비 (이경호)
- 기획: (주)초이락컨텐츠팩토리
- 제작협력: 스튜디오더블유바바㈜
- 극장판 헬로 카봇: 백악기 시대
- © 2018 HELLO CARBOT MOVIE All Rights Reserved.

## 도용 논란
- 벨로시랩터의 모델링이 쥬라기 월드의 블루를 도용했다는 논란이 있었다.

## 주제곡
닫는 곡 - 비밀친구 헬로 카봇
작사: 이주호 / 작곡, 편곡: 이주호, 최희찬 / 건반: 최희찬 / 기타: 이홍섭 / 노래: 이정은 / 랩/랩메이킹: 김서준 / 레코딩: 김형진(초이락컨텐츠팩토리) / 믹싱: 최희찬(PAN studio) / 마스터링: 박정언(허니버터 스튜디오)

### 삽입 곡
"엄마얼굴"
작사: 최신규 / 작곡: 최신규 / 편곡: 이주현 / 노래: 유한열 / 레코딩엔지니어: 바닐라사운드/이주현 / 믹스엔지니어: 바닐라사운드/이주현 / 마스터링엔지니어: 바닐라사운드/이주현
공룡보러 가자
작사: 최신규 / 작곡: 최신규 / 편곡: 허상은 / 노래: 신혜원 / 레코딩엔지니어: 바닐라사운드/이주현 / 믹스엔지니어: 바닐라사운드/이주현 / 마스터링엔지니어: 바닐라사운드/이주현